# Aérodrome de Dildo

L’aéroport de Dildo est un aéroport à usage public situé près de Dildo, Logone Oriental au Tchad.